# Rictus (protiste)
Pour les articles homonymes, voir Rictus.
Genre
Rictus est l’unique genre de l’embranchement des Bigyra (organisme  flagellé), parfois inclus comme genre type dans la famille des Rictaceae.

## Étymologie
Le nom de genre, Rictus, est directement issu du mot latin rictus, « bouche ouverte ».
L'épithète spécifique lutensis de l’espèce Rictus lutensis signifie « qui vit dans la boue ».

## Description
Les protistes du genre Rictus se présentent sous la forme de cellules sphériques ou en forme de « D » avec des flagelles de longueurs inégales. Les deux flagelles sont acronématiques. Les cellules mesurent de 5 à 9 mm de long et 4 à 9 mm de large. Des organites de type mitochondrie (MLO), avec des crêtes réduites, se trouvent distribués superficiellement sous la membrane plasmique des cellules.
Les cellules nagent dans la colonne d'eau dans un mouvement spirale. Elles possèdent deux flagelles en position subapicale du côté ventral de la cellule :
- le flagelle 1 (F1, flagelle postérieur), mesure trois à cinq fois la longueur de la cellule ; il traîne derrière la cellule et ondule selon un motif sinueux ;
- le flagelle 2 (F2, flagelle antérieur), mesure une à une fois et demie la longueur de la cellule ; il se maintien latéralement sur le côté gauche de la cellule ; il ne s'étend pas vers l'avant et ne bat pas selon un motif sinusoïdal comme le flagelle antérieur d'une cellule nageuse typique.

Un cytostome permanent et proéminent est situé sur le côté postéro-ventral de la cellule, et le cytopharynx est positionné sur le côté postéro-ventral de la cellule et se prolonge en un cytostome.

## Habitat
Les protistes du genre Rictus ont été découverts dans des environnements pauvres en oxygène, dans les étangs de Prince Cove, Marstons Mills (Massachusetts) (en) (cap Cod, États-Unis).

## Liste des espèces
Selon World Register of Marine Species (18 novembre 2024) :
- Rictus lutensis Yubuki, B.S.Leander & Silberman, 2010

Selon GBIF (18 novembre 2024) aucune espèce n'est référencée.

## Systématique
Le nom valide complet (avec auteur) de ce taxon est Rictus Yubuki (d), Leander (d) & Silberman (d), 2010.

## Publication originale
- (en) Naoji Yubuki, Brian S. Leander et Jeffrey D. Silberman, « Ultrastructure and Molecular Phylogenetic Position of a Novel Phagotrophic Stramenopile from Low Oxygen Environments: Rictus lutensis gen. et sp. nov. (Bicosoecida, incertae sedis) », Protist, vol. 161, no 2,‎ 2010, p. 264-278 (7 figures) (ISSN 1434-4610, e-ISSN 1618-0941, lire en ligne [PDF], consulté le 18 novembre 2024).

### Ordre des  Rictales
- (en) AlgaeBase : ordre Rictales Cavalier-Smith (+classification) (consulté le 18 novembre 2024)
- (en) WoRMS : Rictales Cavalier-Smith, 2013 (+ liste espèces) (consulté le 18 novembre 2024)

### Famille des  Rictaceae
- (en) AlgaeBase : famille Rictaceae Cavalier-Smith (+classification) (consulté le 18 novembre 2024)
- (en) WoRMS : Rictaceae Cavalier-Smith, 2013 (+ liste espèces) (consulté le 18 novembre 2024)

### GenreRictus
- (fr + en) EOL : Rictus (consulté le 18 novembre 2024)
- (fr + en) GBIF : Rictus Yubuki, Leander & Silberman, 2010 (consulté le 18 novembre 2024)
- (en) IRMNG : Rictus Yubuki, Leander & Silberman, 2010 (consulté le 18 novembre 2024)
- (en) NCBI : Rictus (taxons inclus) (consulté le 18 novembre 2024)
- (en) Taxonomicon : Rictus Yubuki et al., 2010 (consulté le 18 novembre 2024)
- (en) WoRMS : Rictus Yubuki, B.S.Leander & Silberman, 2010 (+ liste espèces) (consulté le 18 novembre 2024)

### Images
- Rictus lutensis gen. et sp. nov in Yubuki et al., figs 1-6[1].